# Korhalli, Sindgi
Korhalli là một làng thuộc tehsil Sindgi, huyện Bijapur, bang Karnataka, Ấn Độ.